# Lambayong, Sultan Kudarat
Lambayong là một đô thị hạng 3 ở tỉnh Sultan Kudarat, Philippines. Theo điều tra dân số năm 2000, đô thị này có dân số 51.192 người trong 10.431 hộ.

## Các đơn vị hành chính
Lambayong được chia thành 26 barangay.
| - Caridad (Cuyapon) - Didtaras - Gansing (Bilumen) - Kabulakan - Kapingkong - Katitisan - Lagao - Lilit - Madanding - Maligaya - Mamali - Matiompong - Midtapok | - New Cebu - Palumbi - Pidtiguian - Pimbalayan - Pinguiaman - Poblacion (Lambayong) - Sadsalan - Seneben - Sigayan - Tambak - Tinumigues - Tumiao (Tinaga) - Udtong |